# فیوچر (رپر)
نوادیوس دیمان ویلبرن (به انگلیسی: Nayvadius DeMun Wilburn) که بیشتر با نام هنری فیوچر (به انگلیسی: Future) شناخته می‌شود، رپر و تهیه‌کنندهٔ موسیقی آمریکایی است. فیوچر آلبوم اول خود با نام پلوتو را در آوریل ۲۰۱۲ و در نوامبر پلوتو 3D را منتشر کرد. دومین آلبوم استدیویی فیوچر با نام راستگو در ۲۲ نوامبر ۲۰۱۴ منتشر شد. فیوچر با خوانندگانی همچون تیلور سویفت، دریک، جوسی جی، اسنوپ داگ، مایلی سایرس، لیل اوزی ورت، کریس براون، دی جی خالد، نیکی میناژ، جی زی، بیانسه و آریانا گرانده و دویکند و  ترویس اسکات همکاری داشته است.

## زندگی‌نامه
فیوچر در ۲۰ نوامبر ۱۹۸۳ در آتلانتا، جورجیا به دنیا آمد. او فعالیت موسیقی خود را از اوایل دههٔ ۲۰۱۰ آغاز کرد و به‌سرعت به یکی از چهره‌های کلیدی موسیقی ترپ تبدیل شد. نام مستعار او توسط اعضای گروه موسیقی‌اش به او داده شد، چرا که باور داشتند او آیندهٔ موسیقی رپ را شکل خواهد داد.

## آغاز فعالیت و موفقیت‌های اولیه
فیوچر حرفهٔ خود را در قالب عضو گروه موسیقی دنجن فمیلی (Dungeon Family) آغاز کرد، جایی که او توسط تهیه‌کننده معروف ریکو وید (Rico Wade) تحت آموزش قرار گرفت. این تجربه تأثیر بسزایی در توسعه سبک موسیقی او داشت. نخستین موفقیت عمده او با انتشار میکس‌تیپ‌هایی مانند «Dirty Sprite» (۲۰۱۱) و «Streetz Calling» رقم خورد. موفقیت این آثار باعث شد فیوچر با کمپانی اپیک رکوردز (Epic Records) قرارداد امضا کند.
در سال ۲۰۱۲، او نخستین آلبوم استودیویی خود به نام «Pluto» را منتشر کرد که در آن با هنرمندانی چون تی.آی، دریک و اسنوپ داگ همکاری داشت. این آلبوم با واکنش‌های مثبتی مواجه شد و ورود او به جریان اصلی موسیقی را تثبیت کرد.

## پیشرفت و تحکیم جایگاه هنری
فیوچر در سال ۲۰۱۴ با انتشار آلبوم دوم خود به نام «Honest» موفق شد جایگاه خود را به‌عنوان یکی از بازیگران اصلی ژانر ترپ تثبیت کند. در این دوره، او سبک خود را به‌سمت ترکیبی از ترپ، اتو تیون و فضای تیره‌تر سوق داد، که بعدها تأثیر قابل توجهی بر صحنه موسیقی هیپ‌هاپ داشت. او در این دوره همکاری‌هایی با هنرمندانی چون کانیه وست، فارل ویلیامز و ریانا داشت.
در سال ۲۰۱۵، او سه میکس‌تیپ پرنفوذ منتشر کرد: «Beast Mode»، «56 Nights» و «Monster» که هر سه از نظر منتقدان تحسین شدند و در بین مخاطبان جایگاه بالایی پیدا کردند. در همان سال، با انتشار آلبوم «DS2» به موفقیت تجاری گسترده‌ای رسید. این آلبوم در صدر جدول بیلبورد ۲۰۰ قرار گرفت.

## همکاری با دریک و موفقیت جهانی
در سال ۲۰۱۵، فیوچر با دریک همکاری مشترکی به نام «What a Time to Be Alive» منتشر کرد. این پروژه ترکیبی از سبک‌های هر دو هنرمند بود و موفق شد رتبه اول بیلبورد ۲۰۰ را کسب کند. این همکاری نقطه عطفی در دوران حرفه‌ای فیوچر محسوب می‌شود و جایگاه او را در بازار جهانی موسیقی تقویت کرد.

## آلبوم‌های بعدی و ثبات در بازار موسیقی
فیوچر در سال ۲۰۱۷ دو آلبوم پیاپی به نام‌های «Future» و «HNDRXX» منتشر کرد که هر دو در صدر جدول بیلبورد قرار گرفتند. این اولین بار بود که یک هنرمند دو آلبوم متفاوت را در دو هفتهٔ پیاپی در رتبهٔ نخست قرار می‌داد. «Future» بیشتر شامل فضای ترپ و خیابانی بود، در حالی که «HNDRXX» بیشتر بر موضوعات احساسی و ملودیک تمرکز داشت.
در سال‌های بعد، او آلبوم‌های «The WIZRD» (۲۰۱۹)، «High Off Life» (۲۰۲۰) و «I Never Liked You» (۲۰۲۲) را منتشر کرد که همگی فروش بالایی داشتند. همکاری او با هنرمندانی چون یانگ تاگ، تراویس اسکات، دک‌سوی، کودی، و لیت بی‌بی باعث شد سبک او همواره در میان نسل جدید شنوندگان باقی بماند.

## سبک موسیقی و تأثیرگذاری
فیوچر از پیشگامان موسیقی ترپ مدرن محسوب می‌شود و استفاده گسترده او از افکت اتو تیون و لحن تاریک، سبکی خاص در هیپ‌هاپ ایجاد کرده که بسیاری از رپرهای نسل جدید از آن الهام گرفته‌اند. او به خاطر صدای ملودیک، تحویل‌های منحصربه‌فرد و نوشتار اشعار شخصی و گاهی روان‌پریشانه شناخته می‌شود. فیوچر همچنین در شکل‌گیری صدای هنرمندانی چون Juice WRLD، Lil Uzi Vert، و Travis Scott نقش داشته است.

## زندگی شخصی
فیوچر دارای چند فرزند از روابط مختلف است و روابط عاشقانه او با چهره‌هایی چون سیارا (خواننده پاپ) در رسانه‌ها بازتاب گسترده‌ای داشته است. او و سیارا صاحب یک فرزند مشترک هستند، اما رابطه آن‌ها در سال ۲۰۱۴ به جدایی انجامید. فیوچر همچنین درگیر دعاوی حقوقی متعدد در خصوص حضانت و حمایت مالی فرزندان خود بوده است.

## میراث هنری
تأثیر فیوچر بر هیپ‌هاپ مدرن غیرقابل انکار است. او از معدود هنرمندانی است که توانسته‌اند هم‌زمان مخاطبان تجاری و منتقدان را جذب کنند. صدای خاص، همکاری‌های گسترده، و وفاداری به سبک ترپ باعث شده‌اند او به‌عنوان یکی از تأثیرگذارترین رپرهای دههٔ ۲۰۱۰ شناخته شود.